# Lijst van burgemeesters van Polsbroek
Dit is een lijst van burgemeesters van de voormalige Nederlandse gemeente Polsbroek vanaf de fusie van de gemeenten Noord-Polsbroek en Zuid-Polsbroek op 8 september 1857 totdat Polsbroek op 1 januari 1989 opging in de gemeente Lopik.
| Ambtsperiode | Naam burgemeester                           | Partij of stroming | Bijzonderheden |
| ------------ | ------------------------------------------- | ------------------ | --- |
| 1857 - 1868  | Jacobus Lemstra van Buma                    |                    | was al vanaf 1850 burgemeester van zowel Noord-Polsbroek als van Zuid-Polsbroek, tevens burgemeester van Hoenkoop, Benschop en Willeskop      |
| 1869 - 1899  | Jan Arend van Buma                          |                    | tevens burgemeester van Hoenkoop, Benschop en Willeskop                                                                                       |
| 1899 - 1927  | Roelof van Beusekom                         |                    | tevens burgemeester van Hoenkoop en Benschop                                                                                                  |
| 1927 - 1935  | jhr.mr. Petrus Willem Cornelis van der Goes |                    | tevens burgemeester van Hoenkoop en Benschop                                                                                                  |
| 1935 - 1962  | C.L. Schreuders                             | ARP                | tevens burgemeester van Hoenkoop en Benschop                                                                                                  |
| 1962 - 1979  | Dries (D.) Zielhuis                         | ARP                | tevens burgemeester van Hoenkoop (tot opheffing in 1970) en Benschop, eerder waarnemend burgemeester van Waarder, Barwoutswaarder en Rietveld |
| 1979 - 1989  | Hendrik (H.C.) Schriever                    | SGP                | tevens burgemeester van Benschop, later waarnemend burgemeester van Langbroek                                                                 |